# Hyphantria mutans
Hyphantria mutans är en fjärilsart som beskrevs av Walker 1856. Hyphantria mutans ingår i släktet Hyphantria och familjen björnspinnare. Inga underarter finns listade i Catalogue of Life.